# Macon (Carolina del Nord)
Macon és una població dels Estats Units a l'estat de Carolina del Nord. Segons el cens del 2000 tenia 115 habitants.

## Demografia
Segons el cens del 2000, Macon tenia 115 habitants, 45 habitatges i 34 famílies. La densitat de població era de 98,7 habitants per km².
Dels 45 habitatges en un 26,7% hi vivien nens de menys de 18 anys, en un 57,8% hi vivien parelles casades, en un 13,3% dones solteres, i en un 24,4% no eren unitats familiars. En el 20% dels habitatges hi vivien persones soles el 6,7% de les quals corresponia a persones de 65 anys o més que vivien soles. El nombre mitjà de persones vivint en cada habitatge era de 2,56 i el nombre mitjà de persones que vivien en cada família era de 2,94.
Per edats la població es repartia de la següent manera: un 19,1% tenia menys de 18 anys, un 7% entre 18 i 24, un 25,2% entre 25 i 44, un 30,4% de 45 a 60 i un 18,3% 65 anys o més.
L'edat mediana era de 44 anys. Per cada 100 dones de 18 o més anys hi havia 97,9 homes.
La renda mediana per habitatge era de 45.625 $ i la renda mediana per família de 55.625 $. Els homes tenien una renda mediana de 26.667 $ mentre que les dones 22.917 $. La renda per capita de la població era de 17.642 $. Entorn del 6,5% de les famílies i el 5,7% de la població estaven per davall del llindar de pobresa.

## Poblacions més properes
El següent diagrama mostra les poblacions més properes.